# Єременко Олександр Еммануїлович
Олекса́ндр Еммануї́лович Єре́менко (нар. 21 травня 1954, Харків) — український математик. Доктор фізико-математичних наук (1987).

## Життєпис
Народився 21 травня 1954 року в місті Харків. У 1971 році закінчив середню школу в Тернополі. У 1976 році закінчив Львівський університет, займався науковою роботою під керівництвом Анатолія Гольдберга. У 1979 році захистив кандидатську, а в 1987 — докторську дисертацію.
У 1979 році — старший науковий співробітник у відділі теорії функцій Українського Фізико-технічного інституту низьких температур Національної академії наук України в Харкові. Згодом викладає в Харківському державному університеті. Його спеціальні курси користувалися незмінною популярністю серед харківських молодих аналітиків.
Від 1993 — професор Університету Пурдью (м. Вест-Лафайетт, Індіана, США).
Наукові дослідження присвячені класичній теорії аналітичних функцій комплексної змінної та її застосуванням, зокрема у теорії динамічних систем.

## Науковий доробок
Автор понад 150 наукових робіт.
- Аналітична теорія алгебраїчних звичайних диференціальних рівнянь;
- Динаміка цілих функцій;
- Новий теоретико-потенційний підхід до теорії розподілу значень мероморфних функцій і цілих кривих;
- Геометрична теорія мероморфних функцій і її застосування в дійсній обчислювальній геометрії і в спектральній теорії несамосполучених операторів Штурма — Ліувілля.
- Распределение значений мероморфных функций и мероморфных кривых c точки зрения теории потенциала // Алгебра и анализ. 1991. № 3 (співавт.);
- Dynamical properties of some classes of entire functions // Annales de l'Institut Fourier. 1992. Vol. 42, № 4 (співавт.);
- Meromorphic functions with small ramification // Indiana University Mathematical J. 1993. Vol. 42, № 4;
- Covering properties of meromorphic functions, negative curvature and spherical geometry // Annals of Mathematics. 2000. Vol. 152 (співавт.).[5]

## Сім'я
Батько — Бергер Еммануїл Наумович, доктор медичних наук, професор.
Мати — Єрьоменко Неоніла Семенівна, кандидат медичних наук, доцент.
Син — Єременко Павло Олександрович (1980), головний технічний директор однієї з найбільших європейських корпорацій аерокосмічної промисловості Airbus Group.